# 아프리카니셰 슈트라세역
아프리카니셰 슈트라세역(U-Bahnhof Afrikanische Straße)은 베를린 미테구 베딩에 있는 U6의 역이다.
1956년 5월 3일 C선의 제슈트라세-쿠르트슈마허플라츠 연장과 함께 개업했다. 당초 노선 계획에는 포함되어 있지 않았으나, 제2차 세계 대전 이후의 계획 수정과 1929년부터 1931년까지 건설된 택지 지구 프리드리히에베르트지들룽(Friedrich-Ebert-Siedlung)로 인해서 역 추가가 결정되었다. 프리드리히에베르트지들룽은 부역명으로 계획되기도 했다.
역 설계는 브루노 그리메크(Bruno Grimmek)가 담당했으며, 단순한 실용주의적 양식으로 설계되었다. 승강장 길이는 110 m, 폭은 8 m이다. 중앙부에는 유리 모자이크 기둥이 설치되어 있다. 역 천장은 기둥 쪽에서 살짝 내려와 있다.
2016년 개보수공사 과정에서 역사 외벽을 밝은 파란색 세라믹 타일로 마감했다. 과거에 광고판이 있었던 자리와 중간층으로 가는 통로에는 어두운 파란색 배경에 아프리카를 배경으로 한 사진이 전시되어 있다. 2017년 11월 30일에 엘리베이터 운영을 시작했다. 엘리베이터 설치에는 약 65만 유로의 예산이 소요되었다. 출구 계단과 중간층도 보수 공사에 포함되었다.
베를린 버스 221번과 환승 가능하다.

## 인접 철도역
| 베를린 지하철 6호선              | 베를린 지하철 6호선 | 베를린 지하철 6호선            |
| -------------------------------- | ------------------- | ------------------------------ |
| 쿠르트슈마허플라츠 알트테겔 방면 | U6                  | 레베르게 알트마리엔도르프 방면 |